# 1-2-1

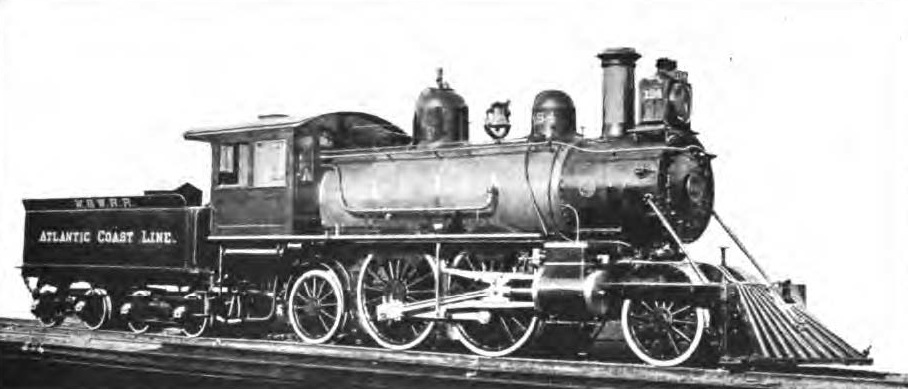
Американский паровоз типа 1-2-1

Тип 1-2-1 — паровоз с двумя движущими осями в одной жёсткой раме, одной бегунковой и одной поддерживающей осями. Является дальнейшим развитием типов 1-1-1 и 1-2-0.
Другие методы записи:
- Американский — 2-4-2 («Колумбия», в честь одного из первых паровозов этого типа)
- Французский — 121
- Германский — 1B1

## Примеры паровозов
Одни из первых паровозов на Петербурго-Варшавской железной дороге, а также отдельные пассажирские танк-паровозы, полученные в результате переделки паровозов типа 1-2-0.